# Heftihütte
Die Heftihütte ist ein Ski- und Clubhaus der Sektion Emmental des Schweizer Alpen-Clubs (SAC). Sie liegt auf 1904 m ü. M. südöstlich der Heftizähne (Hächlezänd) im nordöstlichen Teil der Schrattenfluh (Emmentaler Alpen) auf dem Gebiet der Gemeinde Flühli im Kanton Luzern in der Schweiz.

## Geschichte
Die Hütte wurde während des Aktivdienstes (1939–1945) als Unterkunft für die dort stationierten Truppenteile der Sperrstelle Flühli erbaut. 1950 verkaufte die Festungswacht-Kompanie 15 die Hütte an zwei Privatpersonen aus Langnau im Emmental. 1951 kaufte die SAC Sektion Emmental die Hütte und übertrug sie ihrer Jugendorganisation (JO) zur Betreuung. Im Oktober 1953 wurde die Hütte offiziell eingeweiht.
Die Hütte bietet 12 Schlafplätze, Kochherd und Gaskocher. Hinter der Hütte steht ein Wassertank.

## Zugänge
- Von der Hirsegg (Postautohaltestelle "Sörenberg, Hirsegg", Punkt 1071) – Neuhüttli – Cheiserschwand – Bodenhütten – Heftiboden – Heftihütte, Schwierigkeitsgrad T2, in 2 ½ Stunden Marschzeit.
- Von Flühli – Wilegg – Toregg – Punkt 1466 – Punkt 1701, T3, in 3 ½ Stunden
- Von der Hilfernstrasse (Punkt 830) Escholzmatt – Hilferntal (Hilfere) – Bächli – Hohmädli – Punkt 1701, in 3 ½ Stunden

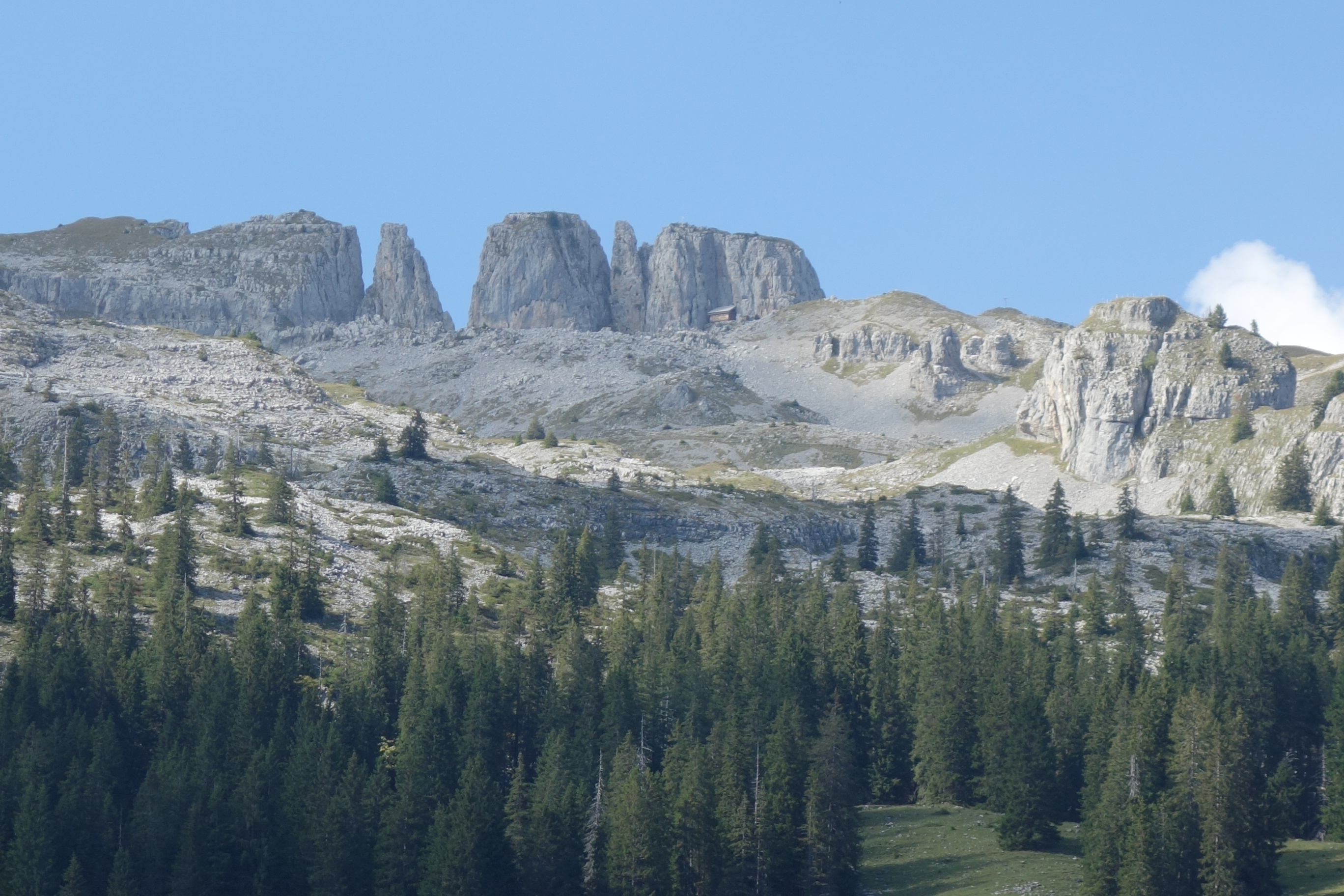
Schrattenfluh mit Heftihütte und Hächlezänd

## Wanderungen
- Diverse Wanderungen im Gebiet der Schrattenfluh und Kletterrouten in den Hächlezänd